# Новотроицкое (Константиновский район)
В Амурской области также есть село Новотроицкое в Благовещенском районе.
Новотро́ицкое — село в Константиновском районе Амурской области России. Административный центр и единственный населённый пункт Новотроицкого сельсовета.

## География
Село Новотроицкое расположено к северо-востоку от районного центра Константиновского района села Константиновка, расстояние (через Ключи) — 23 км.
От села Новотроицкое на северо-запад идёт дорога к селу Верхний Уртуй, на восток — к селу Средняя Полтавка.

## Население
| 2002 | 2010 | 2012 | 2013 | 2014 | 2015 | 2016 |
| ---- | ---- | ---- | ---- | ---- | ---- | ---- |
| 529  | ↘483 | ↘476 | ↗477 | ↘466 | ↗475 | ↘446 |
| 2017 | 2018 | 2019 | 2020 | 2021 |      |      |
| ↗454 | ↗457 | ↘456 | ↘446 | ↘335 |      |      |

## Улицы
| - ул. Высокая, - пер. Дорожный, - ул. Новая, - пер. Объездной, | - пер. Пушкина, - пер. Садовый, - ул. Советская, - пер. Торговый. |

## Экономика
- Сельскохозяйственные предприятия Константиновского района.